# Kultur i Väst
Kultur i Väst var en kulturförvaltning inom Västra Götalandsregionen med uppdrag från politikerna i regionens kulturnämnd att stärka och utveckla kulturen i Västra Götalandsregionen. På förvaltningen arbetar cirka 80 personer som konsulenter, producenter, kommunikatörer, journalister och administratörer. Den största bemanningen finns i Göteborg, men det finns även viss verksamhet i Borås.
Organisationen bildades 2007 efter ett beslut i landstingsfullmäktige om att slå samman verksamheterna i Regionbiblioteket, Konst- och kulturutveckling och Musik i Väst till en enda övergripande verksamhet.
Den 1 januari 2020 slogs Kultur i Väst och systerförvaltningen Västarvet samman till den nya Förvaltningen för kulturutveckling.